# Phrynobatrachus graueri
Phrynobatrachus graueri es una especie  de anfibios de la familia Phrynobatrachidae.

## Distribución geográfica
Se encuentra en el este de la República Democrática del Congo, oeste de Kenia, Ruanda y Uganda. 

## Estado de conservación
Se encuentra amenazada de extinción por la pérdida de su hábitat natural.